# Cyphura semiobsoleta
Cyphura semiobsoleta är en fjärilsart som beskrevs av Warren. Cyphura semiobsoleta ingår i släktet Cyphura och familjen Uraniidae. Inga underarter finns listade i Catalogue of Life.